# Belisana davao
Belisana davao là một loài nhện trong họ Pholcidae. Loài này được phát hiện ở Philippines và Borneo.